# Villanovakultur

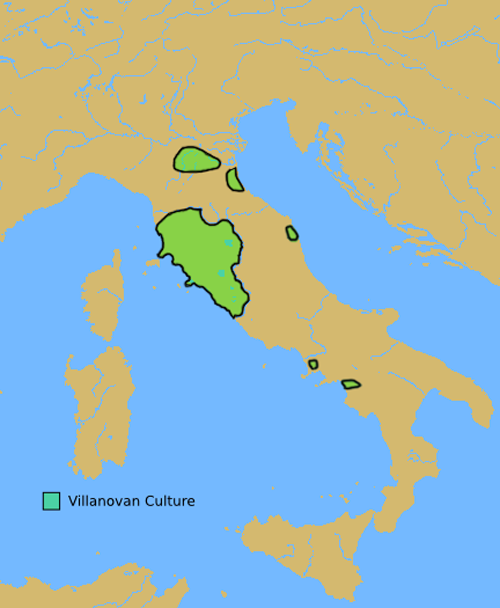
Kulturkreis der Villanovakultur um 900 v. Chr.

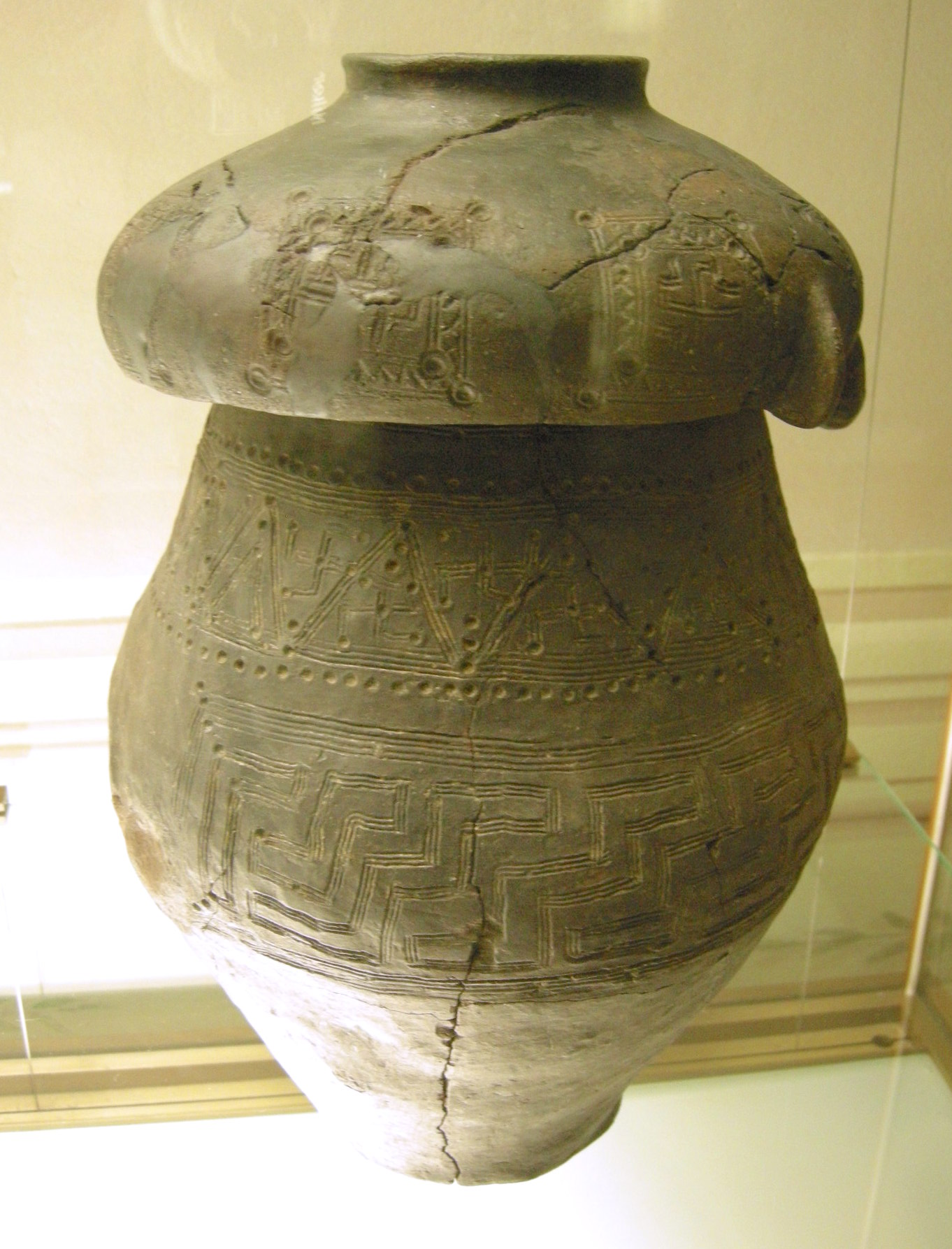
Bikonische Urne mit Deckel aus Chiusi, 9.–8. Jahrhundert (Archäologisches Nationalmuseum Florenz)

Die Villanovakultur ist eine früheisenzeitliche Kultur in Mittelitalien – insbesondere im Raum Bologna sowie südlich des Apennins im Bereich der Toskana – ab dem 10./9. Jahrhundert v. Chr. und wird als früheste Phase der etruskischen Zivilisation angesehen. Sie entwickelte sich unter dem Einfluss der spätbronzezeitlichen Urnenfelderkultur – etwa zur gleichen Zeit wie die Este-Kultur in der nördlichen und die Golasecca-Kultur in der westlichen Poebene – und verschwand im 5. Jahrhundert v. Chr.

## Entdeckungsgeschichte
Benannt wurde die Kultur nach dem Dorf beziehungsweise Gut Villanova in Castenaso, 10 km östlich von Bologna am Fluss Idice. Dort wurde 1853 ein Gräberfeld der Villanovakultur entdeckt, das Graf Giovanni Gozzadini (1810–1887) erstmals mit wissenschaftlicher Zielsetzung ausgraben ließ.

## Materielle Kultur und Fundinventar
Für die Villanovakultur typisch sind mit geometrischen Motiven verzierte bikonische Urnen, die bei Männergräbern nicht selten mit Bronze- oder Tonhelmen zugedeckt waren und sogenannte Hütten- oder Hausurnen sowie reiche Grabbeigaben (Keramik, Schmuck, Waffen). Vornehmliche archäologische Quellen sind große Urnengräberfelder. Die Verbrennung mit der Urnenbeisetzung war in der Bronze- und Eisenzeit in ganz Europa verbreitet. In der Spätzeit der Villanovakultur kam es zum Übergang zur Körperbestattung. Die ältesten Dokumente zur Schifffahrt sind Bronze- und Tonmodelle aus dem 10.-8. Jahrhundert v. Chr.
Die materielle Grundlage der Villanovakultur beruhte auf Landwirtschaft und Viehzucht. Daneben waren die Herstellung von Keramik, Werkzeugen und Waffen aus Eisen von Bedeutung. Die soziale Struktur der frühen Villanovakultur war vermutlich wenig differenziert. An Fundorten aus späterer Zeit finden sich dagegen Merkmale stärkerer Hierarchisierung, die sich aus der räumlichen Struktur der Siedlungsstätten, der Anordnung und den Grabbeigaben ablesen lassen. Auf der Grundlage der Eisenverhüttung und dem Handel mit Eisen entstanden proto-urbane Siedlungen mit aristokratischen Führungsschichten.

## Nachfolgekultur
Die Villanovakultur steht in einem engen Zusammenhang mit der Kultur der Etrusker und gilt als deren Vorläufer beziehungsweise früheste Phase. Für die Zeit des Übergangs von der Villanovakultur Ende 8. bis Anfang 6. Jahrhundert v. Chr. zur folgenden Kulturphase ist in der italienischen Urgeschichtsforschung die Bezeichnung Periodo Orientalizzante („orientalisierende Periode“) gebräuchlich. Bedingt durch Handelsbeziehungen wurden in dieser Periode vermehrt kulturelle Einflüsse aus dem vorderasiatischen Raum wirksam, die unter anderem zur Entstehung einer lokalen Schrift und zur Münzprägung führten.